# Indianapolis Colts 2004
La stagione 2004 degli Indianapolis Colts è stata la 51ª della franchigia nella National Football League, la 21ª con sede a Indianapolis. I Colts conclusero con un record di 12 vittorie e 4 sconfitte, terminando al primo posto della AFC South e centrando l'accesso ai playoff per il terzo anno consecutivo. Peyton Manning vinse il premio di MVP della NFL per il secondo anno consecutivo dopo avere disputato una delle migliori stagioni della storia per un quarterback, battendo il record di 48 passaggi da touchdown stabilito da Dan Marino nel 1984.
Dopo avere sconfitto i Broncos nel primo turno dei playoff, i Colts affrontarono i New England Patriots nel divisional, il secondo scontro consecutivo nei playoff tra Tom Brady e Peyton Manning. Indianapolis perse per 20-3 mentre New England avrebbe battuto i Philadelphia Eagles nel Super Bowl XXXIX.

## Roster
| Roster degli Indianapolis Colts nel 2004 |
| --- |
| Quarterback - 5 Travis Brown - 18 Peyton Manning - 12 Jim Sorgi Running Back - 32 Edgerrin James - 23 James Mungro KR - 33 Dominic Rhodes Wide Receiver - 88 Marvin Harrison - 85 Aaron Moorehead - 84 Brad Pyatt - 83 Brandon Stokley - 86 Troy Walters PR - 87 Reggie Wayne Tight End - 44 Dallas Clark - 80 Ben Hartsock - 81 Marcus Pollard Offensive Linemen - 71 Ryan Diem T - 64 Rick DeMulling G - 76 Makoa Freitas T - 78 Tarik Glenn T - 65 Ryan Lilja G - 56 Tupe Peko G/C - 63 Jeff Saturday C - 73 Jake Scott G Defensive Linemen - 79 Raheem Brock DE - 93 Dwight Freeney DE - 98 Robert Mathis DE - 90 Montae Reagor DT - 68 Jason Stewart DT - 75 Larry Tripplett DT - 96 Josh Williams DT Linebacker - 58 Gary Brackett ILB - 51 Gilbert Gardner OLB - 59 Cato June OLB - 94 Rob Morris ILB - 55 Kendyll Pope OLB - 97 Nick Rogers OLB - 50 David Thornton OLB Defensive Back - 26 Waine Bacon CB - 28 Idrees Bashir FS - 41 Cory Bird SS - 42 Jason David CB - 20 Mike Doss SS - 39 Anthony Floyd FS - 25 Nick Harper CB - 27 Von Hutchins CB - 29 Joseph Jefferson CB - 21 Bob Sanders SS - 38 Gerome Sapp FS Special Team - 10 Martín Gramática K - 17 Hunter Smith P - 48 Justin Snow LS - 13 Mike Vanderjagt K Lista delle riserve - 72 Thomas Houchin DE (IR) - 30 Donald Strickland CB (IR) - 91 Josh Thomas DE (IR) - 47 Ben Utecht TE (NF-Inj.) - 52 Keyon Whiteside ILB (IR) Squadra di allenamento - 11 John Standeford WR |
| Legenda - I rookie sono in corsivo. - Il primo ruolo è il principale mentre gli eventuali successivi indicano i ruoli secondari. - (IR) sta per Injured Reserve ed indica la lista ristretta per un solo giocatore infortunato che può tornare ad allenarsi dopo la settimana 6 e a rientrare in prima squadra dopo che questa ha giocato 8 partite. - (NF-Inj.) / (NF-Ill.) stanno rispettivamente per Non-Football Injured e Non-Football Illness ed indicano le liste dove viene inserito un giocatore che ha un infortunio o una malattia non dipendente dal football americano. - (PUP) sta per Physically Unable to Perform ed indica la lista dove viene inserito un giocatore mentre è in attesa di recuperare la condizione fisica. Nella stagione regolare dopo la sesta partita giocata dalla propria squadra, il giocatore ha tempo tre settimane per riprendere ad allenarsi, più tre settimane aggiuntive dal suo rientro agli allenamenti per rientrare in prima squadra. |

Fonte:

## Calendario
| Stagione regolare |                    |                         |                    |                    |                    |                    |
| Turno             | Data               | Risultato               | Risultato          | Record             | Stadio             | Sintesi            |
| 1                 | 9 settembre        | at New England Patriots | S 24–27            | 0–1                | Gillette Stadium   | Recap              |
| 2                 | 19 settembre       | at Tennessee Titans     | V 31–17            | 1–1                | The Coliseum       | Recap              |
| 3                 | 26 settembre       | Green Bay Packers       | V 45–31            | 2–1                | RCA Dome           | Recap              |
| 4                 | 3 ottobre          | at Jacksonville Jaguars | V 24–17            | 3–1                | Alltel Stadium     | Recap              |
| 5                 | 10 ottobre         | Oakland Raiders         | V 35–14            | 4–1                | RCA Dome           | Recap              |
| 6                 | Settimana di pausa | Settimana di pausa      | Settimana di pausa | Settimana di pausa | Settimana di pausa | Settimana di pausa |
| 7                 | 24 ottobre         | Jacksonville Jaguars    | S 24–27            | 4–2                | RCA Dome           | Recap              |
| 8                 | 31 ottobre         | at Kansas City Chiefs   | S 35–45            | 4–3                | Arrowhead Stadium  | Recap              |
| 9                 | 8 novembre         | Minnesota Vikings       | V 31–28            | 5–3                | RCA Dome           | Recap              |
| 10                | 14 novembre        | Houston Texans          | V 49–14            | 6–3                | RCA Dome           | Recap              |
| 11                | 21 novembre        | at Chicago Bears        | V 41–10            | 7–3                | Soldier Field      | Recap              |
| 12                | 25 novembre        | at Detroit Lions        | V 41–9             | 8–3                | Ford Field         | Recap              |
| 13                | 5 dicembre         | Tennessee Titans        | V 51–24            | 9–3                | RCA Dome           | Recap              |
| 14                | 12 dicembre        | at Houston Texans       | V 23–14            | 10–3               | Reliant Stadium    | Recap              |
| 15                | 19 dicembre        | Baltimore Ravens        | V 20–10            | 11–3               | RCA Dome           | Recap              |
| 16                | 26 dicembre        | San Diego Chargers      | V 34–31 (DTS)      | 12–3               | RCA Dome           | Recap              |
| 17                | 2 gennaio          | at Denver Broncos       | S 14–33            | 12–4               | Invesco Field      | Recap              |

Nota: Gli avversari della propria division sono in grassetto.

### Playoff
| Playoff    |            |                             |           |        |                  |         |
| Turno      | Data       | Avversario (seed)           | Risultato | Record | Stadio           | Sintesi |
| Wild Card  | 9 gennaio  | Denver Broncos (6)          | V 49–24   | 1–0    | RCA Dome         | Recap   |
| Divisional | 16 gennaio | at New England Patriots (2) | S 3–20    | 1–1    | Gillette Stadium | Recap   |

## Classifiche
| AFC South              |    |    |   |      |     |      |     |     |     |
|                        | V  | S  | P | %    | DIV | CONF | PF  | PS  | STR |
| (3) Indianapolis Colts | 12 | 4  | 0 | .750 | 5–1 | 8–4  | 522 | 351 | S1  |
| Jacksonville Jaguars   | 9  | 7  | 0 | .563 | 2–4 | 6–6  | 261 | 280 | V1  |
| Houston Texans         | 7  | 9  | 0 | .438 | 4–2 | 6–6  | 309 | 339 | S1  |
| Tennessee Titans       | 5  | 11 | 0 | .313 | 1–5 | 3–9  | 344 | 439 | V1  |

## Premi
- Peyton Manning:

MVP della NFL
giocatore offensivo dell'anno